# Yoshi Wada
Yoshi Wada (jap. ワダ ヨシ, Wada Yoshi; * 11. November 1943 in Kyōto, Japan als Wada Yoshimasa (和田 義正); † 18. Mai 2021 in Manhattan, New York) war ein Künstler und Musiker für Klanginstallationen, der in den USA lebte. Er arbeitete mehrere Jahre in New York und San Francisco.

## Werdegang
Nach seinem Studienabschluss 1967 an der Kyōto-shiritsu Geijutsu Daigaku („Städtische Kunsthochschule Kyōto“) schloss sich Wada 1968 der Fluxus-Bewegung an, nachdem er George Maciunas getroffen hatte. Er studierte auch bei dem nordindischen Sänger Pandit Pran Nath. Wadas Arbeit nutzte oft Bordun-Pfeifen. Bei großer Lautstärke kommen die Obertöne klar zum Vorschein.
Oft führte er eigene Kompositionen mit Dudelsack und Stimme mit viel Raum für Improvisation auf. Er nutzt auch selbstgebaute Instrumente, z. B. Hörner und lange Rohrblattblasinstrumente. Wada benannte zwei dieser Instrumente: „Alligator“ und „the Elephantine Crocodile“. Seine Musik ist nur auf wenigen Aufnahmen erhältlich, z. B. FMP. Lament For The Rise and Fall of Elephantine Crocodile, The Appointed Cloud und Off the Wall wurden von japanischen Labels 2008 neu veröffentlicht.
Wada war auch bekannt für seine mechanischen und robotischen Installationen.
Er starb am 18. Mai 2021 im Alter von 77 Jahren in seinem Zuhause in Manhattan.